# Колмогорівський масштаб
Колмогорівський масштаб — найменші вихори в турбулентному потоці в яких відбувається дисипація енергії.
Колмогорівський масштаб характеризується такими величинами (Масштабами): масштаб розміру (ƞ) і масштаб часу (τƞ), масштаб швидкості (uƞ). Передбачається, що ці масштаби визначаються в'язкістю ν і дисипацією ε:
| Колмогорівський масштаб розміру   | {\displaystyle \eta =\left({\frac {\nu ^{3}}{\varepsilon }}\right)^{1/4}}     |
| Колмогорівський масштаб часу      | {\displaystyle \tau _{\eta }=\left({\frac {\nu }{\varepsilon }}\right)^{1/2}} |
| Колмогорівський масштаб швидкості | {\displaystyle u_{\eta }=\left(\nu \varepsilon \right)^{1/4}}                 |

Теорія Колмогорова 1941 року передбачає, що відповідним динамічним параметром є середня швидкість дисипації енергії. В умовах турбулентності рідини швидкість дисипації енергії коливається в просторі та часі, тому можна вважати, що при мікромасштабі дисипація також змінюється в просторі та часі. Проте стандартною практикою є використання середніх значень, що характеризують параметричні поля, оскільки вони представляють типові значення найменших масштабів у певному потоці.